# Teodora Ginés
Pour les articles homonymes, voir Ginés.
Teodora Ginés (1530-1598) est une joueuse de bandore, sorte de mandoline ou basse pincée.
Teodora et sa sœur Micaela (chanteuse), provenant de Santiago de los Caballeros dans l'île Hispaniola (actuellement République dominicaine) ont été affranchies grâce à leur talent remarquable pour faire partie de l'orchestre de la Cathédrale de Santiago de Cuba avec Pedro Almaza, un violoniste espagnol de Malaga et Jacome Viceira, un joueur portugais de « schawm » (sorte de hautbois baroque).
La chanson Son de Ma Teodora, datant des environs de 1580, lui est attribuée, bien que finalement, certains historiens pensent qu'elle ait été composée plus tard en son hommage et non pas par elle.
Cette chanson comporte déjà des éléments caractéristiques de la musique folklorique cubaine moderne : basse pincée et polyrythmes syncopés avec changements constants de 2 à 3 coups dans une mesure.

## Paroles deSon de Ma Teodora
Paroles, chantées sous la forme typique de chant/réponse : 
¿Dónde está la Má Teodora?
Rajando la leña está.
¿Con su palo y su bandola?
Rajando la leña está.
¿Dónde está que no la veo?
Rajando la leña está.